# العارضة (شبام)

'

تعديل مصدري - تعديل

العارضة هي إحدى قرى عزلة شبام بمديرية شبام التابعة لمحافظة حضرموت، بلغ تعداد سكانها 214 نسمة حسب تعداد اليمن لعام 2004.